# Martine Veldhuis
Martine Veldhuis, född 12 december 1996 i Almelo, är en nederländsk roddare.

## Karriär
I oktober 2020 vid EM i Poznań tog Veldhuis guld i lättvikts-singelsculler. I augusti 2022 vid EM i München tog hon brons i lättvikts-singelsculler. Följande månad tog Veldhuis silver i lättvikts-singelsculler vid VM i Račice, efter att endast ha besegrats av rumänska Ionela-Livia Cozmiuc.
I maj 2023 vid EM i Bled tog Veldhuis silver tillsammans med Lisa Scheenaard, Ilse Kolkman och Tessa Dullemans i scullerfyra.